# Bambouseraie en Cévennes
 (novembre 2010).
La bambouseraie en Cévennes (connue aussi sous le nom Bambouseraie d'Anduze) est un jardin exotique situé à Générargues dans le Gard.
Unique en Europe par ses dimensions, la Bambouseraie en Cévennes se situe dans un domaine d'une superficie de 34 hectares (le Parc, seule partie ouverte au public, couvre à lui seul 14 hectares) à 11 km au sud-ouest d’Alès et à 2 km au nord d’Anduze. Elle contient des bambous ainsi que des arbres et des variétés de fleurs plantés à partir de 1856 par Eugène Mazel (es).
C'est un Parc ouvert au public qui comprend :
- Une « forêt » de bambous géants
- Le bambousarium : propose sur une petite surface une sélection de différentes espèces de bambous présents sur le site
- Un jardin d’inspiration japonaise
- Une ferme
- L'allée des palmiers
- Les arbres remarquables
- Un labyrinthe
- Un village laotien
- Le vallon du Dragon : Ce jardin japonais créé en 2000 (année du Dragon), s’étend sur 15 000 m2 et repose sur les principes du Feng Shui
- La balade aérienne
- L'espace ludique
- Des serres construites en 1860 par Eugène Mazel
- Un jardin floral
- Le jardin des Bassins d'Eugène
- Une jardinerie (ventes de bambous et nombreuses autres plantes) en accès libre.
- Une grande boutique
- Un snack

Les bambous prospèrent dans ce site qui bénéficie d'un climat très favorable à leur culture et forment une véritable jungle. Ce parc a servi de cadre pour le tournage de plusieurs films, dont Le Salaire de la peur, d'après le roman de Georges Arnaud, et Paul et Virginie. (Filmographie)
Depuis quelques années, à la manière de nombreux autres jardins contemporains, le site accueille des installations d'artistes, plus ou moins pérennes ou éphémères.

## Histoire
La Bambouseraie en Cévennes fut créée en 1856 par Eugène Mazel (es), un cévenol passionné de botanique. Jeune orphelin, il est confié à son oncle maternel, un riche armateur marseillais. À la mort de celui-ci, il hérite d'une fortune qu'il met au service de sa passion pour l'horticulture et les sciences naturelles. En 1855, il débute l'aménagement du domaine de Prafrance à Générargues et construit les canaux d'irrigation essentiels à la croissance des végétaux. En 1856, il réalise ses premières plantations de bambous Phyllostachys Mitis, Phyllostachys viridiglaucescens et Phyllostachys edulis, et essaie d'acclimater des espèces exotiques en provenance du Japon, d'Amérique du Nord et de la région himalayenne.
En 1890, Mazel subit des revers de fortune entraînant sa faillite. Ses biens sont hypothéqués et, séparé de son œuvre, il meurt à Marseille. En 1902, Gaston Nègre achète la Bambouseraie et poursuit l'œuvre de Mazel. En 1945, son fils Maurice Nègre, ingénieur agronome, prend la relève de son père et avant-gardiste, ouvre le parc au public moyennant un droit d'entrée.
En 1953 la Bambouseraie accueille le tournage du film Le Salaire de la peur, pour le tournage de nuit où le camion roule sur la piste en tôle ondulée.
Le parc fut très gravement endommagé par les inondations du Gardon, en 1958. À la mort de Maurice Nègre, en 1960, c’est son épouse Janine, qui continua l'œuvre de son mari. En 1977, sa fille Muriel et son mari (ingénieur agronome) prirent en main la gestion du domaine et le développement du parc.
Depuis 2004, c’est Muriel Nègre qui préside à la destinée de la bambouseraie qui devient Jardin remarquable en 2005.
Les façades et toitures de la ferme de Prafrance, le jardin de Mazel, ainsi que l'ensemble du domaine historique de la bambouseraie avec tout son système hydraulique et les aires de production font l'objet d'une inscription au titre des monuments historiques par arrêté du 24 juillet 2008.

## Galerie

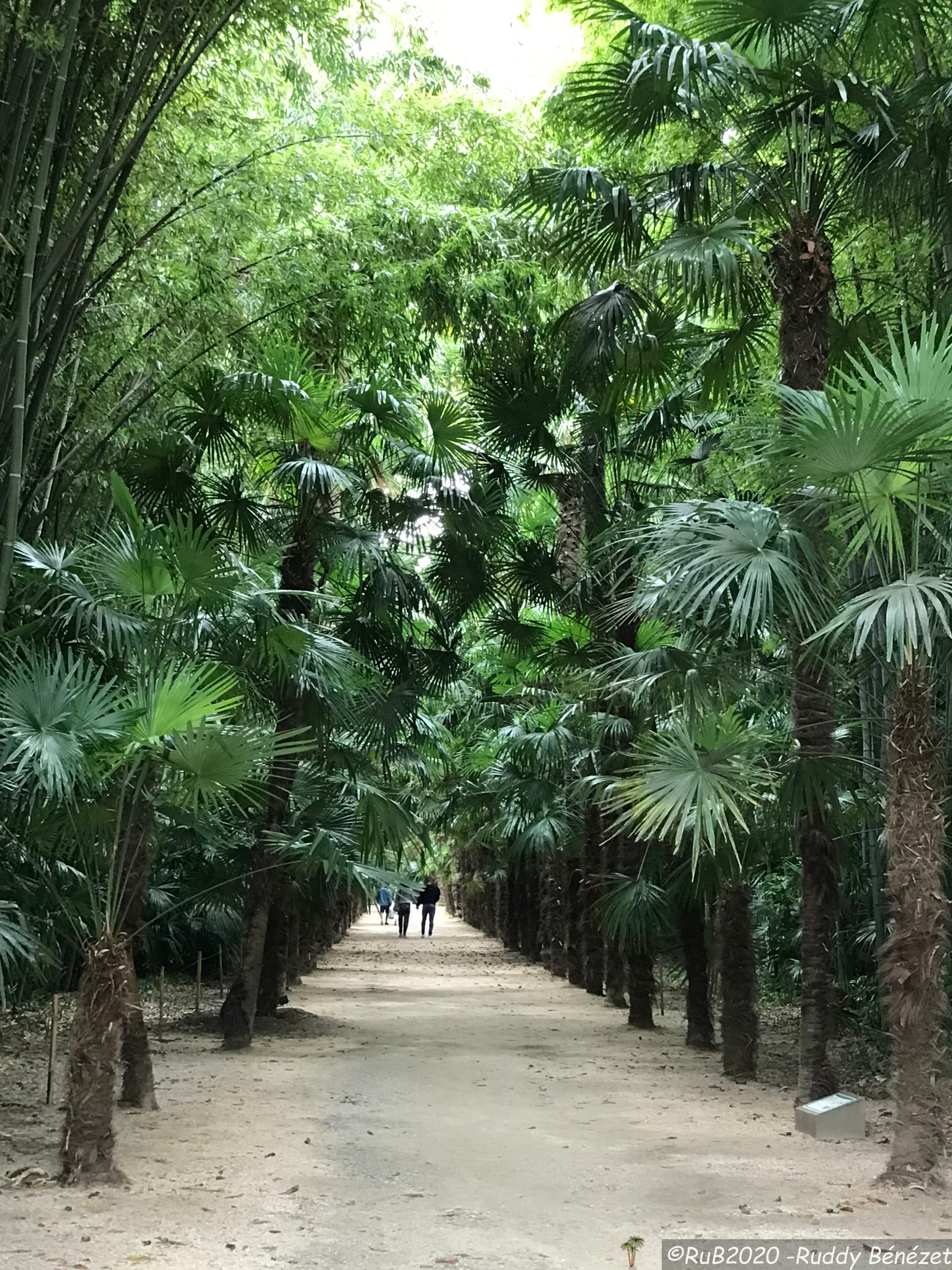
L'allée des Trachycarpus à la Bambouseraie.
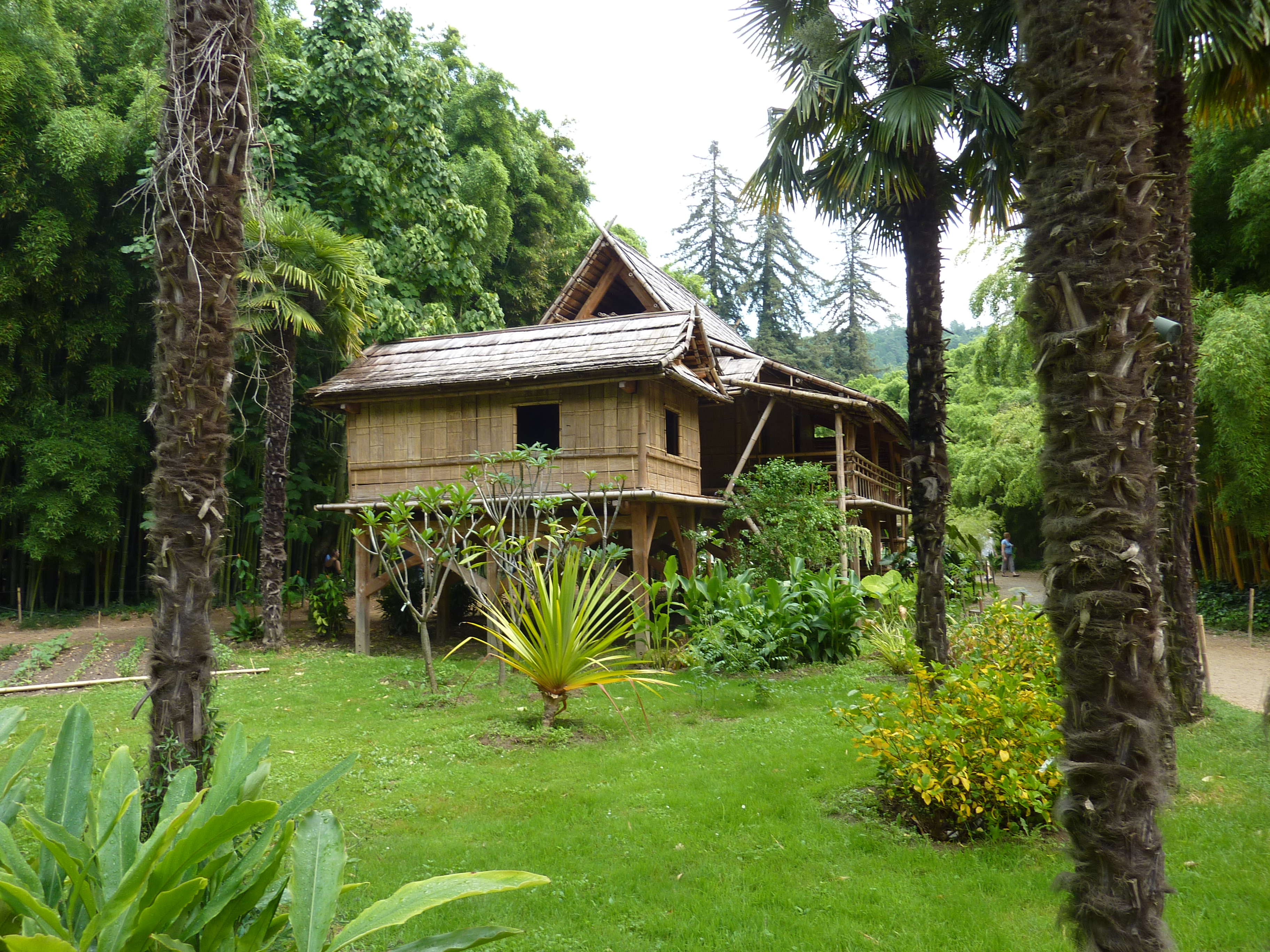
Le village laotien.
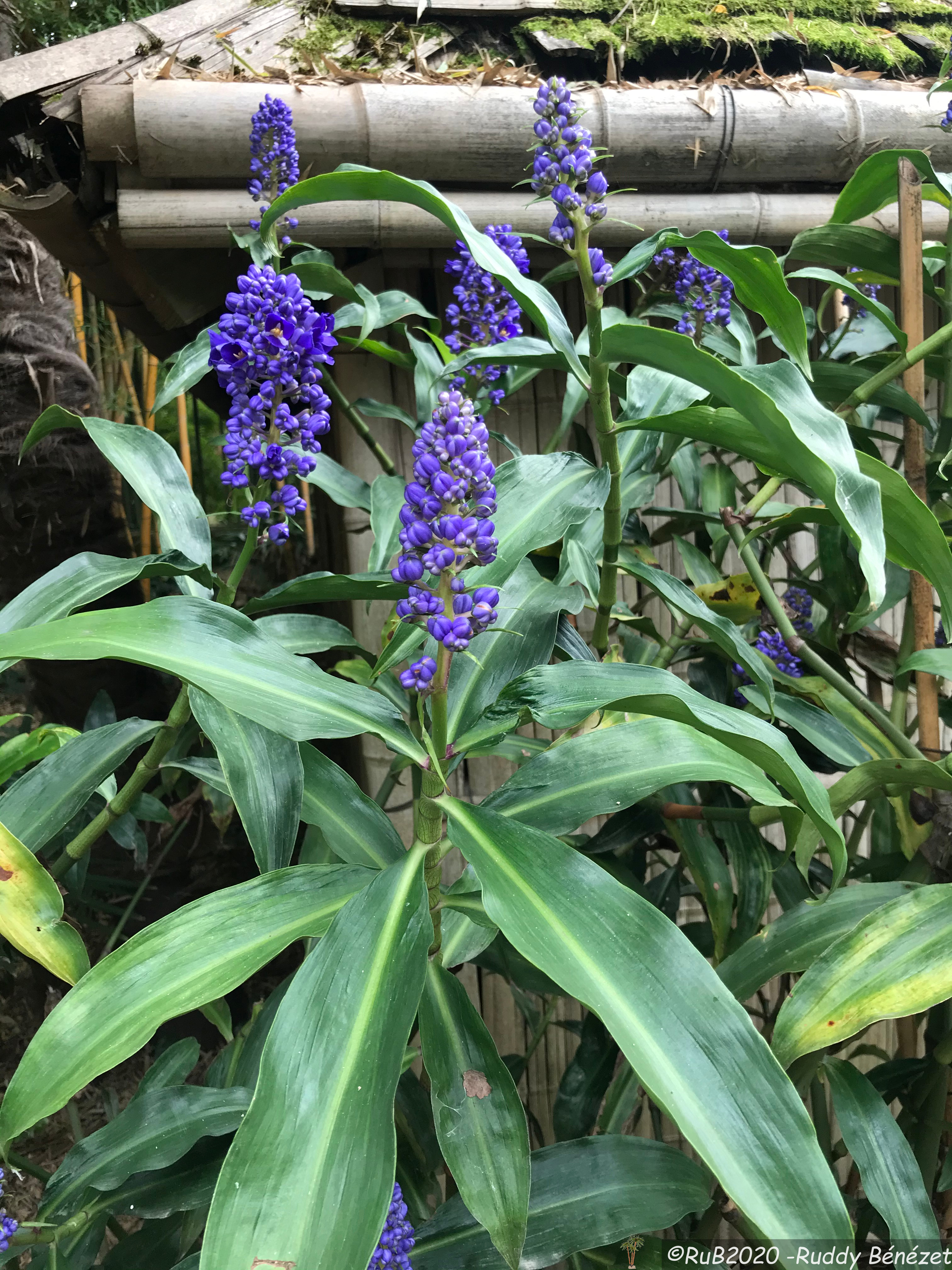
Dichorisandra thyrsiflora près du village lao.
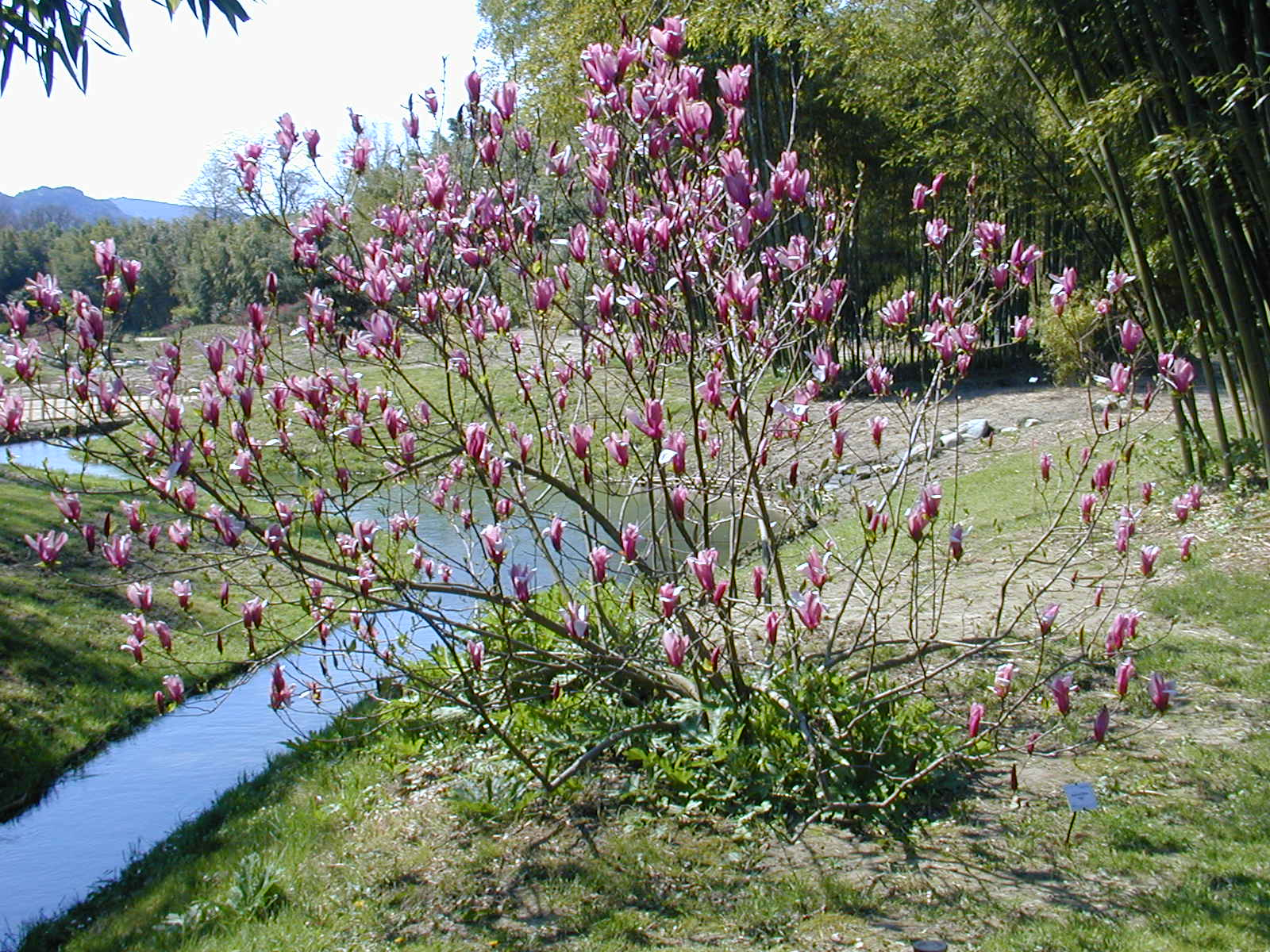
Magnolia liliiflora nigra.
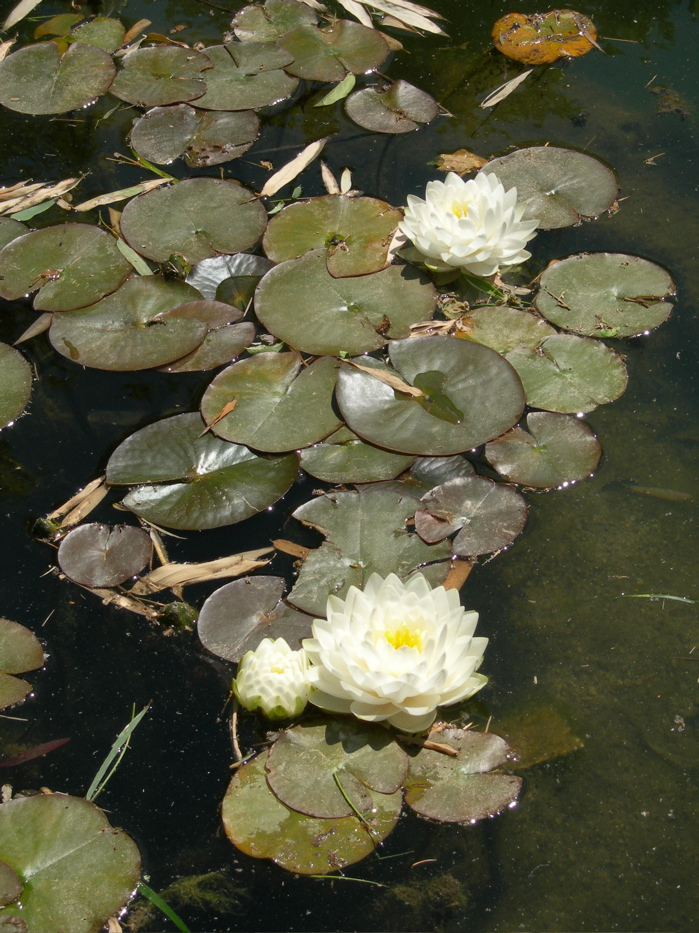
Nénuphars.
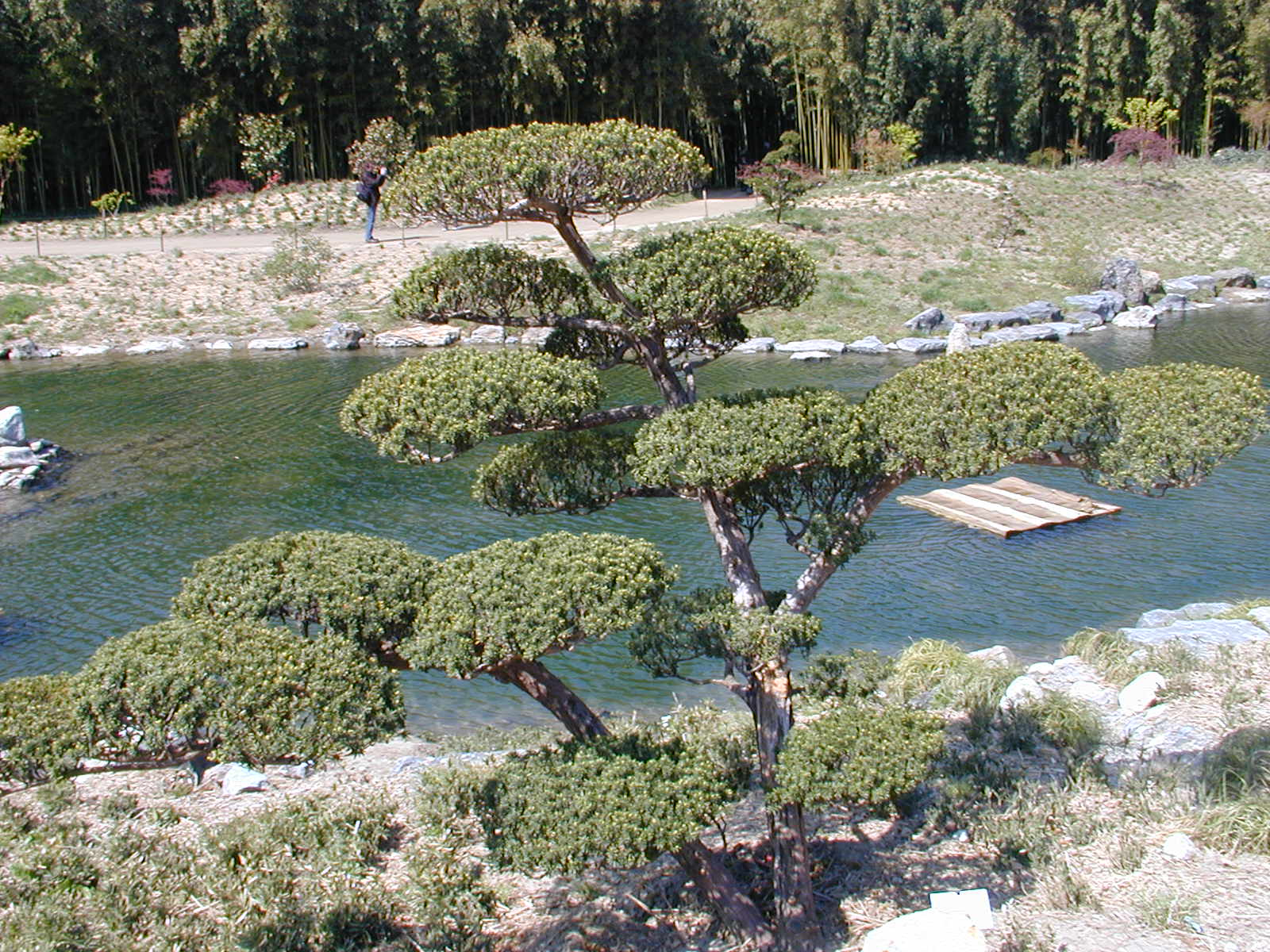
Taxus cuspidata.
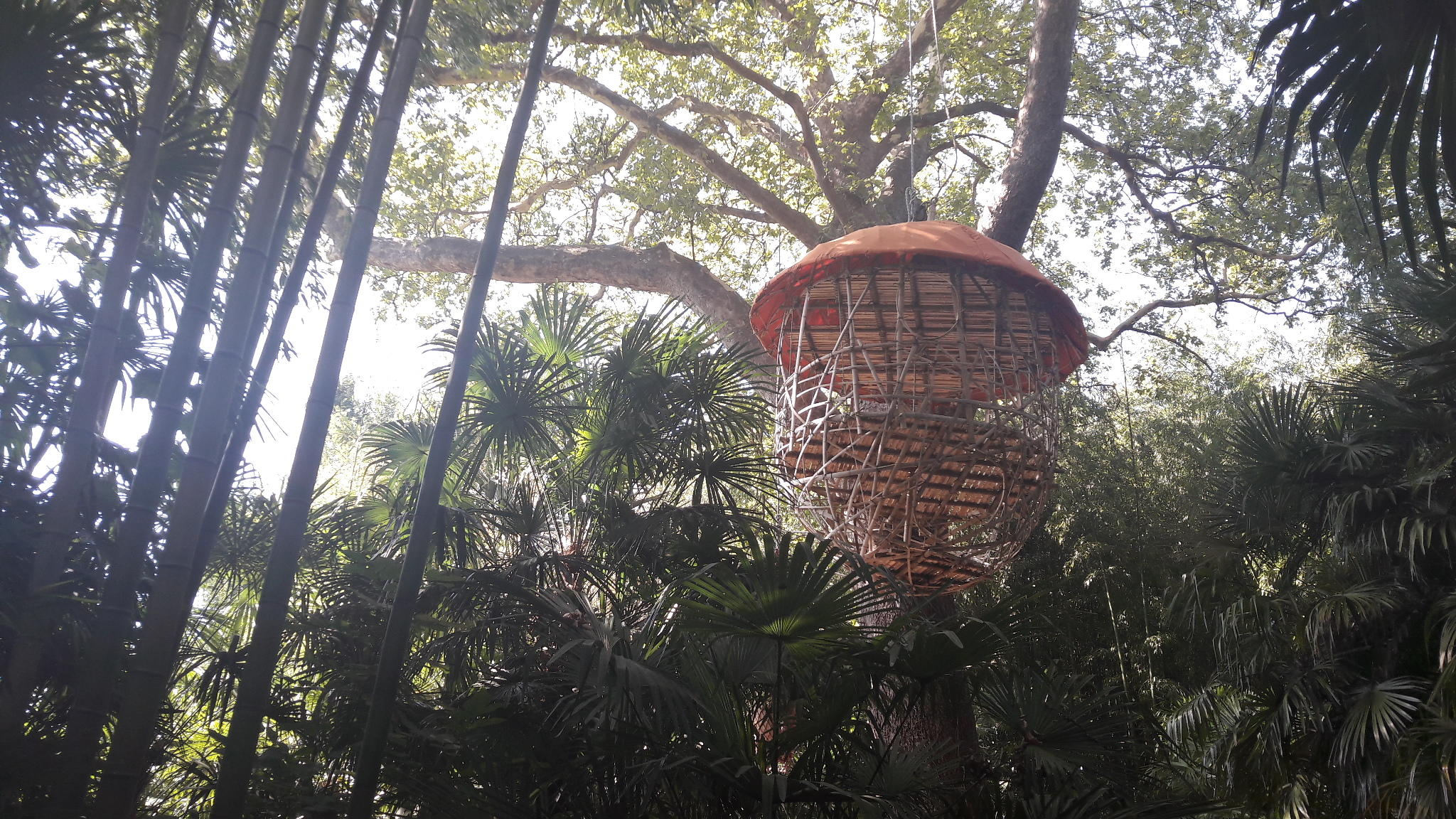
Une suspension en bambous.
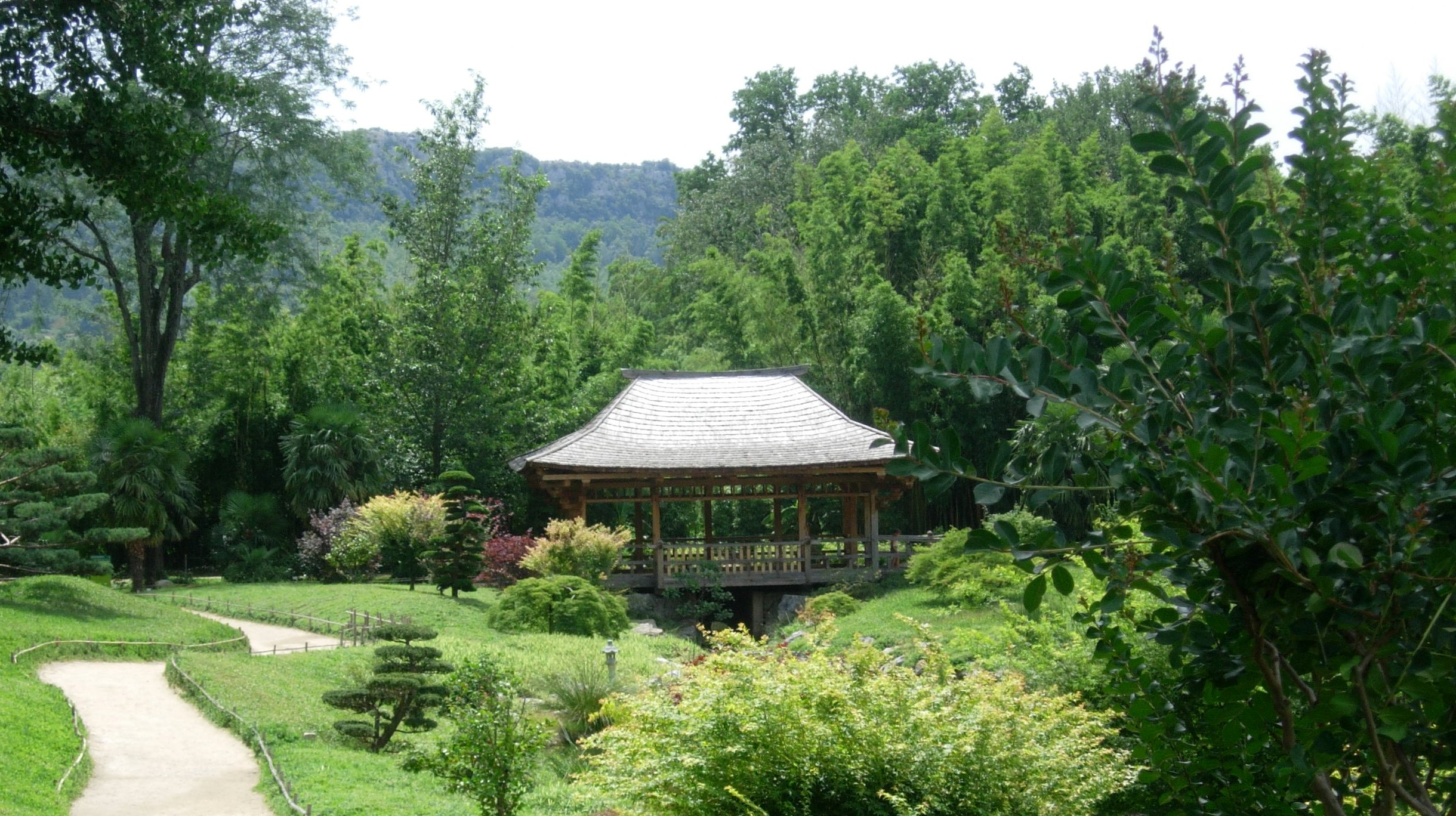
Pavillon asiatique.
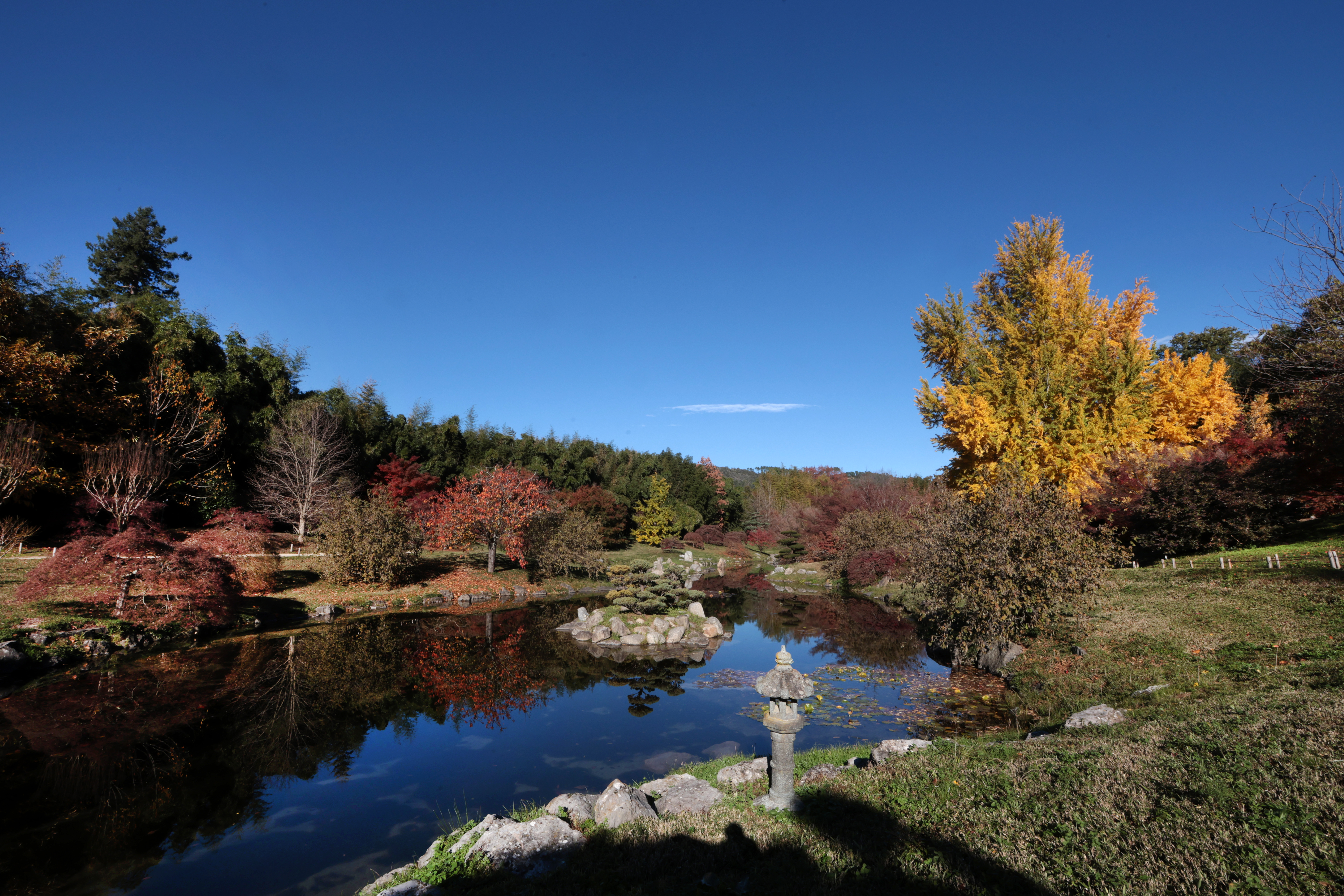
Le valon du dragon, jardin japonais.

## Filmographie
LES HÉROS SONT FATIGUES
1955 -1 h 55 min - Drame de Yves Ciampi
Par Yves Ciampi, Jacques-Laurent Bost
Avec Yves Montand, María Félix, Jean Servais
L'après-guerre dans une colonie anglaise. Michèle Rivière, ancien résistant, est pilote dans une petite compagnie. Un jour, il s'écrase avec à son bord des diamants. Il saisit cette opportunité pour sortir de sa situation médiocre.
LA JUSTICE DES HOMMES
1954 - 1 h 58 Jeunes cinéastes indochinois - Metteur en scène : Pham Van Nhan
L’action se déroule en Indochine. Il s’agit d’un ménage à trois. La femme a un enfant adultérin, son mari la tue sans le vouloir au cours d’une bagarre, cet enfant (une fillette) se marie plus tard avec un garçon d’envergure qui réhabilitera son père.
LE SALAIRE DE LA PEUR
22 avril 1953 - 2 h 38 - Aventure, Thriller (Date de reprise 8 novembre 2017) de Henri-Georges Clouzot
Avec Yves Montand, Charles Vanel, Peter van Eyck
Quatre hommes acceptent de véhiculer, au péril de leur vie, un chargement de nitroglycérine sur cinq cents kilomètres de routes défoncées. L'énorme prime de ce "quitte ou double" périlleux est le seul moyen de quitter le village d'Amérique centrale dans lequel ils ont échoué.
AU CŒUR DE LA VIE
1962 - 1 h 38 - Divers de Robert Enrico avec Stéphane Fey, François Frankiel, Eric Frankiel
Trois courts métrages tirés des nouvelles d'Ambrose Bierce, avec pour fond la guerre de sécession : "L'oiseau moqueur", "Chikamauga", "La rivière du hibou".
LE SAUT DE L'ANGE
1971 - 1 h 30 - Policier, drame de Yves Boisset
Par Richard Winckler, Yves Boisset
Avec Jean Yanne, Sterling Hayden, Senta Berger
La violence fait rage à Marseille. En pleine campagne électorale, deux clans s'affrontent : d'un côté, les Corses, dirigés par la famille Orsini, de l'autre, la jeune génération de gangsters, soutenant la candidature de Forestier. Ce dernier, afin de s'assurer la victoire, ne recule devant rien et fait assassiner les frères Orsini. Leur père, Louis Orsini, expatrié en Asie, apprend la nouvelle et décide de rentrer au pays dans le but d'obtenir sa vengeance…
PAUL ET VIRGINIE
1967 - Téléfilm, réalisateur Jacques de Casembroot
Avec Serge Ducher et Diane Lepvrier
Jacques de Casembroot, qui n'a pas réalisé d'autre long métrage depuis Jocelyn (1952), a tourné Paul et Virginie dans une étrange forêt de bambous, près d'Alès, qui lui a fourni un décor plus exotique peut-être que s'il avait pu se rendre, comme il le souhaitait, à l'île Maurice ou à la Réunion. Le film est en couleurs et entièrement en extérieurs naturels. Adaptation du roman de Bernardin de Saint-Pierre
TOUCHEES
22 septembre 2022 - 1 h 30 - Comédie dramatique d'Alexandra Lamy
Par Solen Roy-Pagenault
Avec Mélanie Doutey, Claudia Tagbo, Chloé Jouannet
Lucie vient d’emménager à Anduze avec son fils Léo, pour s’éloigner de son ex-mari violent. Dans l’espoir de se reconstruire, elle s’inscrit à une thérapie basée sur l’escrime proposée par une association locale. Là, elle rencontre d’autres femmes victimes de violences sexuelles et noue une amitié sincère avec Tamara et Nicole. Petit à petit, les participantes retrouvent confiance en elles grâce aux exercices de sabre et à la thérapeute, Eva, qui les accompagne. Lorsque l’ex-mari de Lucie refait surface, elle n’est plus seule pour affronter ses peurs et son passé…
Adaptation du roman graphique de Quentin Zuitton publié aux éditions Payot.

### Livres
- page 519 de "Bulletin de la Société nationale d'acclimatation de France" 1882 - Vol 1
- Les bambous "Optez pour un esprit neuf dans votre jardin" par Yves et Simon Crouzet